# Ichaso (Navarra)
Ichaso (Itsaso en euskera y de forma oficial) es una localidad española y un concejo de la Comunidad Foral de Navarra perteneciente al municipio de Basaburúa Mayor. 
Está situado en la Merindad de Pamplona, en la comarca de Ultzamaldea, y a 31 km de la capital de la comunidad, Pamplona. Su población en 2014 fue de 60 habitantes (INE), su superficie es de 5,6 km² y su densidad de población de 10,71 hab/km².

## Geografía física

### Situación
La localidad de Ichaso está situada en la parte suroeste del municipio de Basaburúa Mayor a una altitud de 514 m s. n. m. Su término concejil tiene una superficie de 5,6 km² y limita al norte con los concejos de Beruete y Jaunsarás; al este con el de Yaben; al sur con el de Udave-Beramendi y al oeste con el de Aldaz y Arruiz, ambos pertenecientes al municipio de Larráun.
|                                          | Norte: Beruete y Jaunsarás |             |
| Oeste: Aldaz y Arruiz (ambos en Larráun) |                            | Este: Yaben |
|                                          | Sur: Udave-Beramendi       |             |

## Demografía

### Evolución de la población
| Gráfica de evolución demográfica de Ichaso entre 2000 y 2011 |
|                                                              |
| Datos según el nomenclátor publicado por el INE.             |